# Pélops (rei)
Pélops foi rei da cidade grega de Esparta de 210 a.C. até 206 a.C. ano da sua morte, pertenceu à dinastia Euripôntida. Foi o último rei desta dinastia em Esparta. Analistas consideram que quem governou em seu lugar foi Macânidas, como regente [carece de fontes?]. 
Ele era filho de Licurgo (tirano de Esparta) e foi assassinado, ainda criança, por Nabis.